# Suhoj Superjet
Suhoj Superjet 100 (rusko Сухой Суперджет 100) je rusko dvomotorno reaktivno regionalno potniško letalo opremljeno s sistemom fly-by-wire. Suhoj je začel z načrtovanjem leta 2000, pomagal mu je ameriški Boeing. Boeing je Suhoju svetoval pri razvoju, izdelavi, marketingu, certifikaciji in podpori. Leta 2005 je bila podpisana pogodba med rusko vlado in Suhojem za 7,9 milijard rublov pomoči pri razvoju letala.
Krstni let je bil 19. maja 2008, 21. aprila 2011 je Superjet 100 prvič letel komercialno z Armavio od Erevana do Moskve.
Superjet 100 predstavlja konkurenco letalom kot so Antonov An-148, Embraer E-Jet in Bombardier CSeries, od njih naj bi imel bistveno nižje stroške obratovanja in nižjo nakupno ceno (okrog $ 35 milijonov).
Končna sestavljalna linija Superjeta je v kraju Komsomolsk na Amurju. Njegovi motorji SaM-146 so bili načrtovani in izdelani v rusko-francoskem podjetju PowerJet.
Po ruski invaziji na Ukrajino leta 2022 in sledečih sankcijah, je Superjet izgubil certifikacijo Agencije Evropske unije za varnost v letalstvu, večji del obstoječih letal pa je postal prizemljen zaradi pomanjkanja rezervnih delov, proizvodnja pa je zastala; med 2022 in 2024 je bilo namesto načrtovanih 108 izdelanih le 7.

## Mednarodno sodelovanje
| Sestavni deli              | Dobavitelj                                   | Država porekla    |
| -------------------------- | -------------------------------------------- | ----------------- |
| Podvozje                   | Messier-Dowty Canada                         | Francija / Kanada |
| Podvozje / kolesa / zavore | Messier-Bugatti-Dowty / Goodrich Corporation | ZDA               |
| Motorji                    | PowerJet                                     | Francija / Rusija |
| Hidravlika / napeljave     | Parker Hannifin / Parker-Ermeto              | ZDA / Nemčija     |
| Letalski sistemi           | Liebherr Aerospace (Lindenberg im Allgäu)    | Nemčija           |
| Programska oprema          | Thales Group                                 | Francija          |
| Kokpit / APU / avionika    | Honeywell / Thales Group                     | ZDA / Francija    |
| Gasilni sistem             | Autronics                                    | ZDA               |
| Električni sistemi         | Hamilton Sundstrand                          | ZDA               |
| Trženje / svetovanje       | Boeing                                       | ZDA               |
| Pomoč pri prodaji          | Alenia Aermacchi                             | Italija           |

## Tehnične specifikacije
|                         | SSJ 100–75                                                     | SSJ 100-75LR                                                   | SSJ 100–95                                                     | SSJ 100-95LR                                                   |
| ----------------------- | -------------------------------------------------------------- | -------------------------------------------------------------- | -------------------------------------------------------------- | -------------------------------------------------------------- |
| Posadka                 | 2                                                              | 2                                                              | 2                                                              | 2                                                              |
| Število sedežev         | 83 (1-razred) 78 (1-razred) 68 (2-razreda                      | 83 (1-razred) 78 (1-razred) 68 (2-razreda                      | 103 (1-razred) 98 (1-razred) 86 (2-razreda)                    | 103 (1-razred) 98 (1-razred) 86 (2-razreda)                    |
| Radzdalja med sedeži    | 30 in (1-razred), 32 in (1-razred) 36 & 32 in (2-razreda)      | 30 in (1-razred), 32 in (1-razred) 36 & 32 in (2-razreda)      | 31 in (1-razred), 32 in (1-razred) 36 & 32 in (2-razreda)      | 31 in (1-razred), 32 in (1-razred) 36 & 32 in (2-razreda)      |
| Dolžina                 | 26,44 m (86 ft 9 in)                                           | 26,44 m (86 ft 9 in)                                           | 29,94 m (98 ft 3 in)                                           | 29,94 m (98 ft 3 in)                                           |
| Razpon kril             | 27,80 m (91 ft 2 in)                                           | 27,80 m (91 ft 2 in)                                           | 27,80 m (91 ft 2 in)                                           | 27,80 m (91 ft 2 in)                                           |
| Višina                  | 10,28 m (33 ft 9 in)                                           | 10,28 m (33 ft 9 in)                                           | 10,28 m (33 ft 9 in)                                           | 10,28 m (33 ft 9 in)                                           |
| Premer trupa            | 3,35 m (11 ft 0 in)                                            | 3,35 m (11 ft 0 in)                                            | 3,35 m (11 ft 0 in)                                            | 3,35 m (11 ft 0 in)                                            |
| Širina kabine           | 3,236 m (127,4 in)                                             | 3,236 m (127,4 in)                                             | 3,236 m (127,4 in)                                             | 3,236 m (127,4 in)                                             |
| Višina kabine           | 2,12 m (6 ft 11 in)                                            | 2,12 m (6 ft 11 in)                                            | 2,12 m (6 ft 11 in)                                            | 2,12 m (6 ft 11 in)                                            |
| Širina hodnika          | 51 cm (20 in)                                                  | 51 cm (20 in)                                                  | 51 cm (20 in)                                                  | 51 cm (20 in)                                                  |
| Širina sedeža           | 46,5 cm (18,3 in)                                              | 46,5 cm (18,3 in)                                              | 46,5 cm (18,3 in)                                              | 46,5 cm (18,3 in)                                              |
| Maks. vzletna teža      | 38.820 kg (85.580 lb)                                          | 42.280 kg (93.210 lb)                                          | 45.880 kg (101.150 lb)                                         | 49.450 kg (109.020 lb)                                         |
| Teža praznega letala    | –                                                              | –                                                              | 25.100 kg (55.300 lb)                                          | –                                                              |
| Maks. pristajalna teža  | 35.000 kg (77.000 lb)                                          | 35.000 kg (77.000 lb)                                          | 41.000 kg (90.000 lb)                                          | 41.000 kg (90.000 lb)                                          |
| Maks. tovor             | 9.130 kg (20.130 lb)                                           | 9.130 kg (20.130 lb)                                           | 12.245 kg (26.996 lb)                                          | 12.245 kg (26.996 lb)                                          |
| Maks. količina goriva   | 13135 L (10600 kg or 23370 lb)                                 | 13135 L (10600 kg or 23370 lb)                                 | 13135 L (10600 kg or 23370 lb)                                 | 13135 L (10600 kg or 23370 lb)                                 |
| Tovor                   | 15,01 m3 (530 cu ft)                                           | 15,01 m3 (530 cu ft)                                           | 21,97 m3 (776 cu ft)                                           | 21,97 m3 (776 cu ft)                                           |
| Vzletna razdalja        | 1.515 m (4.970 ft)                                             | 1.515 m (4.970 ft)                                             | 1.731 m (5.679 ft)                                             | 2.052 m (6.732 ft)                                             |
| Največja višina leta    | 12.500 m (41.000 ft)                                           | 12.500 m (41.000 ft)                                           | 12.500 m (41.000 ft)                                           | 12.500 m (41.000 ft)                                           |
| Potovalna hitrost       | Mach 0,78 (828 km/h/511 mph / 448knots at 11.000 m/36.000 ft)  | Mach 0,78 (828 km/h/511 mph / 448knots at 11.000 m/36.000 ft)  | Mach 0,78 (828 km/h/511 mph / 448knots at 11.000 m/36.000 ft)  | Mach 0,78 (828 km/h/511 mph / 448knots at 11.000 m/36.000 ft)  |
| Maks. potovalna hitrost | Mach 0,81 (870 km/h/ 541 mph / 469knots at 11.000 m/36.000 ft) | Mach 0,81 (870 km/h/ 541 mph / 469knots at 11.000 m/36.000 ft) | Mach 0,81 (870 km/h/ 541 mph / 469knots at 11.000 m/36.000 ft) | Mach 0,81 (870 km/h/ 541 mph / 469knots at 11.000 m/36.000 ft) |
| Doseg                   | 2.900 km (1.800 mi)                                            | 4.550 km (2.830 mi)                                            | 3.048 km (1.894 mi)                                            | 4.578 km (2.845 mi)                                            |
| Motorji (x 2)           | PowerJet SaM146                                                | PowerJet SaM146                                                | PowerJet SaM146                                                | PowerJet SaM146                                                |
| Potisk motorjev (x 2)   | 13.500 lbf (60 kN)                                             | 13.500 lbf (60 kN)                                             | 15.400 lbf (69 kN)                                             | 15.400 lbf (69 kN)                                             |

Sources: Sukhoi Civil Aircraft Company, Superjet International, PowerJet.